# Авије (Мерт и Мозел)
Авије (фр. Avillers) насеље је и општина у североисточној Француској у региону Лорена, у департману Мерт и Мозел која припада префектури Брије.
По подацима из 2011. године у општини је живело 97 становника, а густина насељености је износила 18,8 становника/km². Општина се простире на површини од 5,16 km². Налази се на средњој надморској висини од 268 метара (максималној 312 m, а минималној 247 m).

## Демографија
| 1962. | 1968. | 1975. | 1982. | 1990. | 1999. | 2011. |
| ----- | ----- | ----- | ----- | ----- | ----- | ----- |
| 67    | 96    | 74    | 74    | 58    | 79    | 97    |

График промене броја становника у току последњих година